# Jake Lamb
Jacob Ryan Lamb (ur. 9 października 1990) – amerykański baseballista występujący na pozycji trzeciobazowego w Arizona Diamondbacks.

## Przebieg kariery
Po ukończeniu szkoły średniej, w czerwcu 2009 został wybrany w 38. rundzie draftu przez Pittsburgh Pirates, jednak nie podpisał kontraktu z organizacją tego klubu, gdyż zdecydował się podjąć studia na University of Washington, gdzie w latach 2010–2012 grał w drużynie uniwersyteckiej Washington Huskies. W czerwcu 2012 został wybrany w 6. rundzie draftu przez Arizona Diamondbacks. Zawodową karierę rozpoczął od występów w Missoula Osprey (poziom Rookie), następnie w 2013 grał w AZL Diamondbacks (Rookie) i Visalia Rawhide (Class A Advanced).
W styczniu 2014 został zaproszony do składu Arizona Diamondbacks na występy w spring training, jednak po jego zakończeniu został odesłany do Mobile BayBears (Double-A). 1 sierpnia 2014 został przesunięty do Reno Aces (Triple-A), a sześć dni później po raz pierwszy otrzymał powołanie do 40-osobowego składu Arizona Diamondbacks i tego samego dnia zadebiutował w Major League Baseball w meczu przeciwko Kansas City Royals, w którym zaliczył RBI single. 23 sierpnia 2014 w meczu z San Diego Padres zdobył pierwszego home runa w MLB.
W lipcu 2017 został po raz pierwszy w karierze wybrany do składu NL All-Star Team.

## Nagrody i wyróżnienia
| Nagroda/wyróżnienie | Lata | Źródło |
| All-Star            | 2017 | [ 6 ]  |